# Marek Połochajło
Marek Połochajło (ur. 12 września 1957 we Wrocławiu, zm. 17 września 2017 w Lądku-Zdroju) – polski prezbiter katolicki diecezji świdnickiej, zasłużony dla miasta i gminy Lądek-Zdrój.

## Życiorys
Wychowywał się w Żarowie. W 1976 zdał egzamin dojrzałości w Liceum Ogólnokształcącym im. Marii Konopnickiej w Świebodzicach. Podjął naukę w Metropolitalnym Wyższym Seminarium Duchownym we Wrocławiu, które ukończył w 1982. Otrzymał sakrament święceń 22 maja 1982 we Wrocławiu. 
Zmarł 17 września 2017 w Lądku-Zdroju.

### Powódź 1997
Ks. Marek Połochajło był proboszczem parafii św. Katarzyny w Ożarach, do której przynależała miejscowość Pilce. W 1997 podczas powodzi tysiąclecia, Nysa Kłodzka wystąpiła z brzegów i wyżłobiła nowe koryta (zamiast płynąć jednym, jak dotychczas, płynęła czterema), odcinając wieś Pilce od świata. Ks. Połochajło zaangażowany był w pomoc dla wsi razem z ówczesnymi włodarzami gminy Kamieniec Ząbkowicki. Dzięki jego komunikatom o tragicznej sytuacji nadawanym przez radio, do gminy przyjechał ówczesny minister spraw wewnętrznych, który uczestniczył we mszy św., którą odprawił ks. Marek Połochajło. W kazaniu informował o sytuacji w gminie oraz apelował do mieszkańców wsi Pilce o ewakuację z zalanych terenów. Ci jednak nie chcieli opuszczać swoich domów, pomimo deklaracji władzy, że wieś zostanie zatopiona i w jej miejscu powstanie zbiornik retencyjny. Przez pewien czas mieszkańcy wsi żyli odcięci od świata. Żywność i niezbędne produkty dowożone były łodziami, ze względu na brak możliwości dojazdu samochodem lub dojścia pieszo. Ks. Marek Połochajło wraz z burmistrzem Kamieńca starali się pomóc mieszkańcom. Zakończyło się to sukcesem. Po doprowadzeniu mediów do wsi, ks. Marek Połochajło po interwencji u ówczesnego biskupa polowego Wojska Polskiego Sławoja Leszka Głódzia, zorganizował pożyczenie mostu pontonowego, który umożliwił skomunikowanie wsi Pilce z resztą świata. Ze względu na plany rządu o likwidacji wsi, ks. Marek Połochajło w kazaniach starał się przekonać lokalną ludność do przeprowadzki. Ostatecznie mieszkańcy zostali przesiedleni do nowo wybudowanego osiedla w Kamieńcu Ząbkowickim, do którego powstania mocno przyczyniły się władze gminy Kamieniec Ząbkowicki oraz proboszcz parafii w Ożarach ks. Marek Połochajło.

### Parafie
| Lp. | Parafia                                                           | Funkcja                                              | Lata      |
| --- | ----------------------------------------------------------------- | ---------------------------------------------------- | --------- |
| 1.  | Parafia św. Bonifacego w Zgorzelcu                                | Wikariusz                                            | 1982-1985 |
| 2.  | Parafia św. Mikołaja w Brzegu                                     | Wikariusz                                            | 1985-1989 |
| 3.  | Parafia św. Maksymiliana Marii Kolbego w Lubinie                  | Wikariusz                                            | 1989-1991 |
| 4.  | Parafia Najświętszej Maryi Panny Nieustającej Pomocy we Wrocławiu | Wikariusz                                            | 1991-1993 |
| 5.  | Parafia św. Katarzyny w Ożarach                                   | Proboszcz, Wicedziekan dekanatu Kamieniec Ząbkowicki | 1993-2002 |
| 6.  | Parafia Narodzenia Najświętszej Maryi Panny w Lądku-Zdroju        | Proboszcz, Dziekan dekanatu Lądek-Zdrój              | 2002-2017 |

## Nagrody i wyróżnienia
- W 1997 został kanonikiem Rochettum et Mantolettum,
- W 2002 otrzymał godność Kanonika Honorowego extra Numerum Kapituły Kolegiackiej Świętego Krzyża we Wrocławiu,
- W 2007 został kapelanem honorowym Jego Świątobliwości[5],
- W 2008 otrzymał na mocy uchwały rady miasta i gminy Lądek-Zdrój tytuł zasłużonego dla miasta obywatela za ratowanie zabytków sakralnych[6]